# Viktor Schramm
Viktor Schramm, född 19 maj 1865 i Orșova, Rumänien, död 18 november 1929 i München, var en rumänsk målare och illustratör. Han var medlem av Münchenskolan, en sammanslutning av konstnärer verksamma i München eller som hade studerat vid Akademie der Bildenden Künste München.

## Biografi

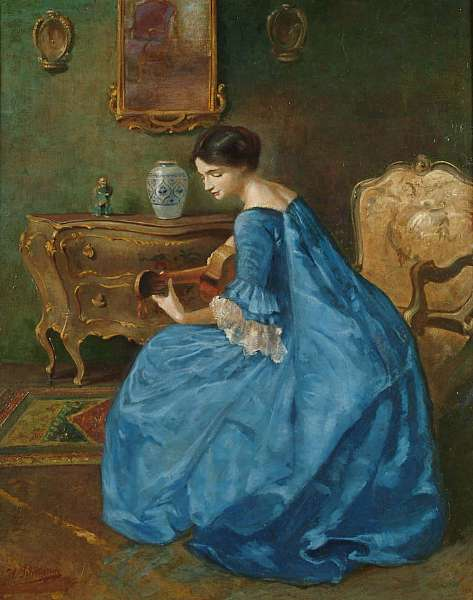
Ung kvinna i blå klänning med gitarr.

Schramm växte upp i Rumänien men for senare till Tyskland för att studera konst vid Münchens akademi. Bland hans lärare fanns Franz von Stuck och Karl von Piloty. Från 1900 deltog Schramm i den årliga utställning som anordnades av Münchener Secession.
Schramm utförde bland annat genrebilder från vardagen, vilka framställer elegant klädda unga kvinnor. Schramm visar särskilt klänningstygernas textur och färgernas spel över sidenet. Schramms verk jämförs emellanåt med italienarna  Arturo Riccis och Tito Contis målningar.
Som porträttmålare var Schramm framgångsrik. Militärhistoriska museet i Budapest äger 26 porträtt av ungerska officerare, utförda av Schramm. Därutöver utförde Schramm bland annat ett porträtt av den österrikiske fältmarskalken Karl von Pflanzer-Baltin; det återfinns i Wiens armémuseum.

### Webbkällor
- ”Viktor Schramm”. RKD-Nederlands Instituut voor Kunstgeschiedenis. https://rkd.nl/en/explore/artists/71138. Läst 7 februari 2018.